# Oud-Griekse muziek

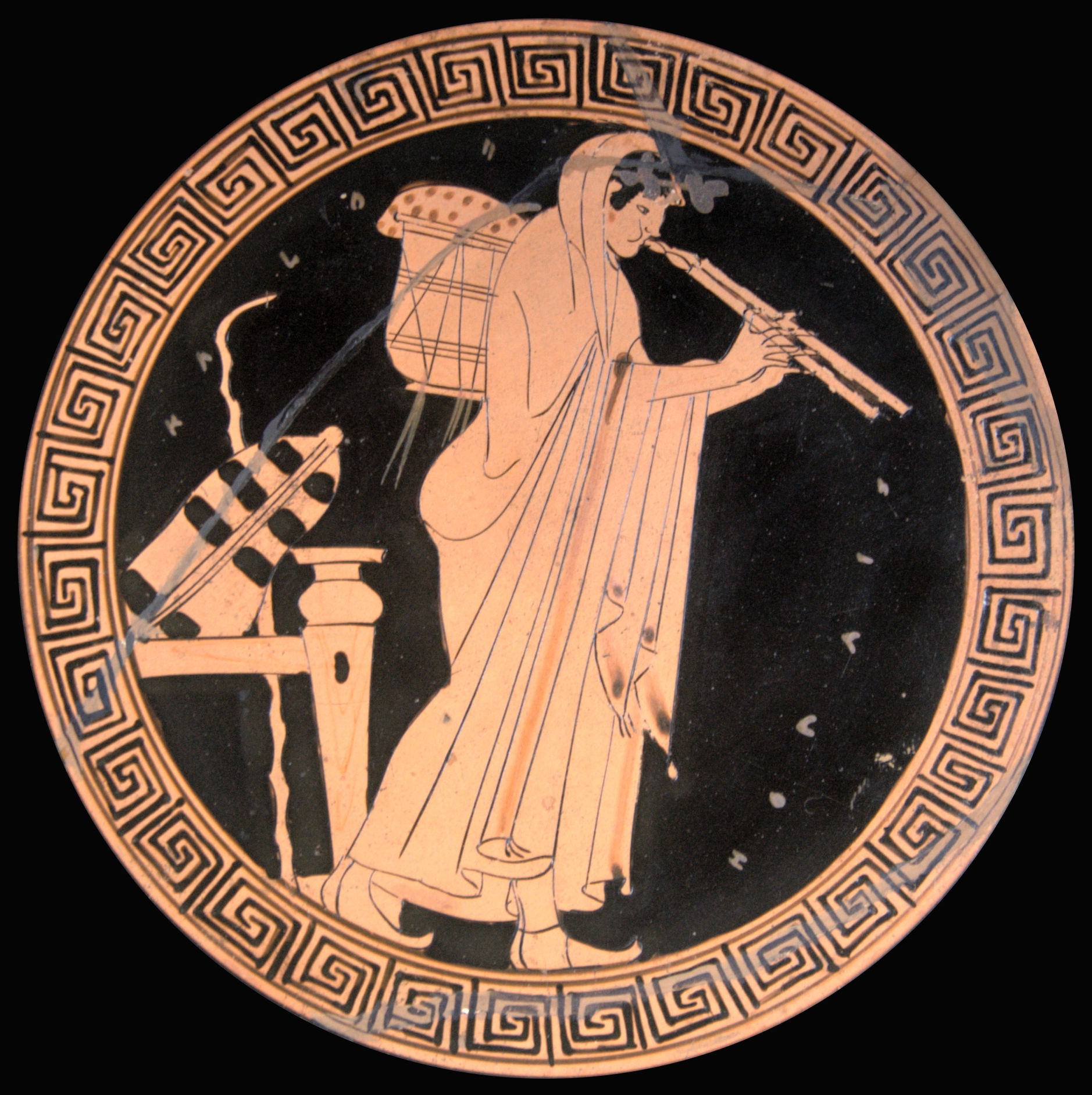
Aulos

Van de oud-Griekse muziek is maar weinig overgebleven, maar van de theorieën die de Grieken eropna hielden profiteert de klassieke muziek nog altijd. Denk daarbij bijvoorbeeld aan de verschillende muziektheorieën van Pythagoras. Op dit moment zijn nog zo'n 60 muziekfragmenten over uit een periode van ongeveer zeven eeuwen. Er werd weinig opgeschreven omdat veel van de muziek geïmproviseerd werd en mondeling overgedragen.
Vanaf ongeveer het begin van de 21e eeuw werd dan toch vooruitgang geboekt bij het reconstrueren van oud-Griekse muziek, vooral dankzij onderzoek van de aulos. Hieruit kon de toonhoogte, het timbre en de stemming van dit instrument worden afgeleid, en meer algemeen het toonbereik van de antieke muziek. Het ritme, dat centraal stond, valt af te leiden uit het metrum (lange en korte lettergrepen), hoewel dit nog geen indicatie geeft van het tempo. Voor melodie en harmonie kan enkel worden voortgegaan op de letternotatie op overgeleverde fragmenten, onder meer een in 1892 gevonden papyrus met een stukje uit de tragedie Orestes (408 v.Chr.). De kwarttonen, die in Westerse oren vals klinken, fungeerden waarschijnlijk als 'passeernoten' in een tonale compositie.